# Три музики
 Три музики — маловідома картина ранішнього періоду творчості іспанського художника Дієго Веласкеса (1599 — 1660). Зберігається в Берліні.

## Гітаристи Іспанії
У кожного народа є свій улюблений музичний інструмент. У українців — це бандура. Італію неможливо уявити без скрипки. У деяких народів, тих же італійців, їх навіть декілька. Адже і віолончель, і фортепіано ніяк там не забуті. Віртуозом гри на клавесині був італієць Доменіко Скарлатті (1685–1757). І не його провина в тому, що у клавесина був такий скороминущий термін концертного використання.
Іспанію неможливо уявити без гітаристів. Можна кинути одну єдину зернину в натовп іспанців — і ви неодмінно влучите в гітариста. Так було століттями.

## Три музи́ки
Насправді в картині тільки два музи́ки, бо малий хлопчисько лише навчається музиці і частіше буває слугою. От і зараз він приніс дорослим музикам склянку з напоєм. Скрипаль лише підіграє гітаристу. Його вторинна роль підкреслена і поворотом тулуба, і мало вимальованим обличчям. Усі ранні картини Веласкеса мають чітко окреслений настрій, найчастіше це різновид 999 відтінків іспанського суму чи туги. Ця картина, навпаки, весела. Тому так радісно всміхається хлопчисько. Можливо, гітарист з удавано серйозним обличчям співає щось жартівливе.
Головним героєм картини «Три музики» Веласкес зробив гітариста, який натхненно співає.